# Bahnhof Oku-Tama
Der Bahnhof Oku-Tama (jap. 奥多摩駅, Oku-Tama-eki) ist ein Bahnhof auf der japanischen Insel Honshū. Er wird von der Bahngesellschaft JR East betrieben und befindet sich im äußersten Westen der Präfektur Tokio auf dem Gebiet der Gemeinde Okutama, inmitten des Okutama-Berglandes.

## Verbindungen
Oku-Tama ist der westliche Endpunkt der Ōme-Linie, die von Tachikawa durch das obere Tama-Tal bis hierhin führt. Montags bis freitags fahren Nahverkehrszüge alle 30 bis 45 Minuten. An Wochenenden und Feiertagen wird das Angebot um drei Schnellzugpaare mit dem Namen Holiday Rapid Okutama ergänzt, die von Shinjuku oder Tokio aus nach Oku-Tama und zurück verkehren. Auf dem Bahnhofsvorplatz steht ein Busdepot der Gesellschaft Nishi Tōkyō Bus. Von hier aus verkehren mehrere Linien in die umliegenden Dörfer, zum Okutama-See und in die benachbarte Präfektur Yamanashi.

## Anlage
Der Bahnhof steht im Ortsteil Hikawa, unweit der Mündung des Nippara in den Tama. Baulich entspricht er einem leicht gekrümmten Durchgangsbahnhof, der von Südosten nach Nordwesten ausgerichtet ist. Er besitzt zwei Gleise, die an einem teilweise überdachten Mittelbahnsteig liegen. Ein kurzer Personentunnel führt zum zweigeschossigen Empfangsgebäude an der Südseite der Anlage. Dieses enthält eine Touristeninformation und ein Café. Meistens nutzen die Züge das weniger stark gekrümmte südliche Gleis 1, da bei Gleis 2 der Abstand zum Bahnsteig zum Teil recht groß ist. Das nördliche Gleis führte einst weiter zum benachbarten Zementwerk von Okutama Kōgyō, ebenso war es an die Ogōchi-Linie des Wasserversorgungsamtes der Präfektur Tokio angeschlossen.
Im Fiskaljahr 2014 nutzten durchschnittlich 934 Fahrgäste täglich den Bahnhof, wobei dieser Wert an Wochenenden und Feiertagen deutlich höher ist.

## Bilder

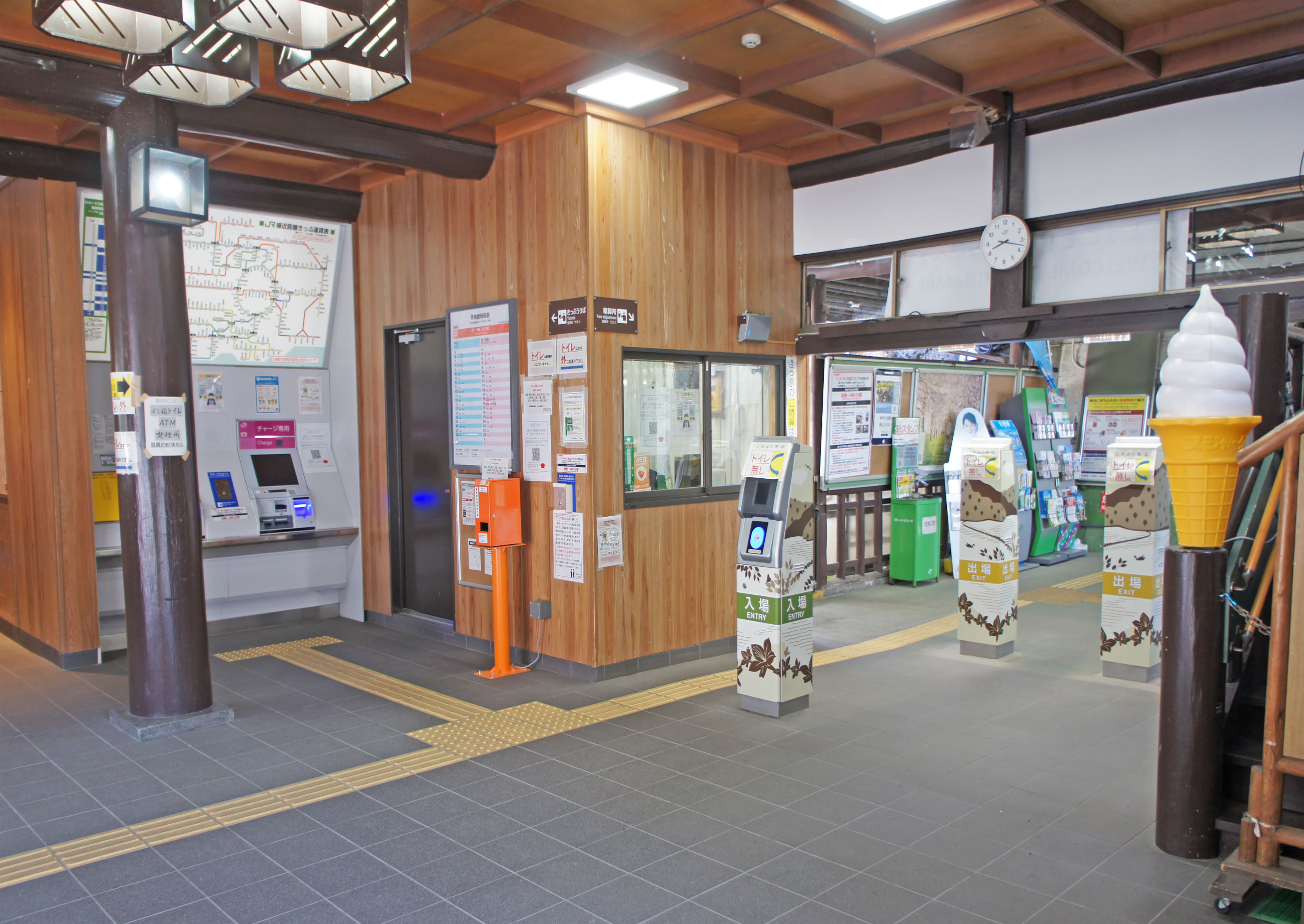
Eingangsbereich
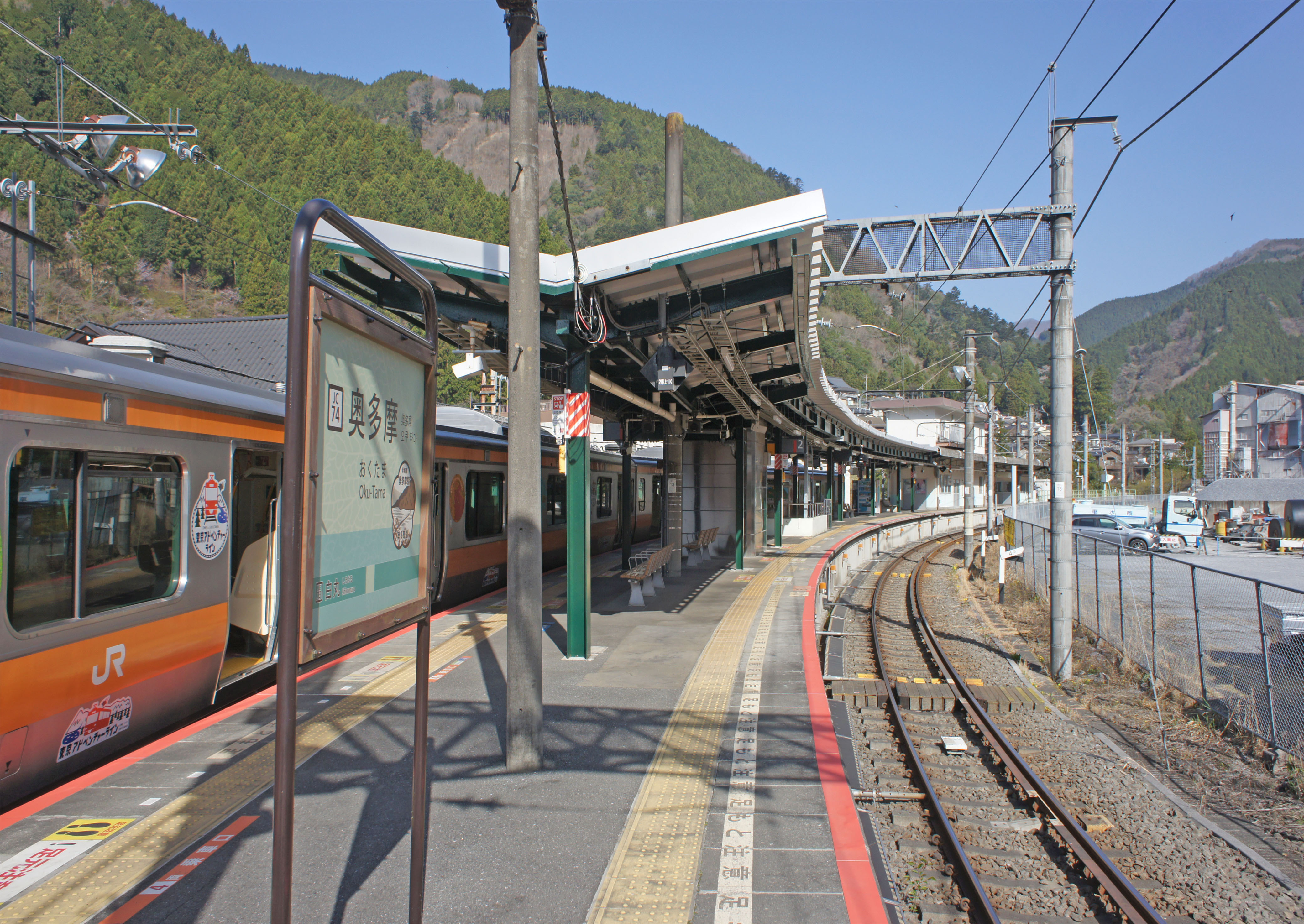
Gekrümmter Bahnsteig
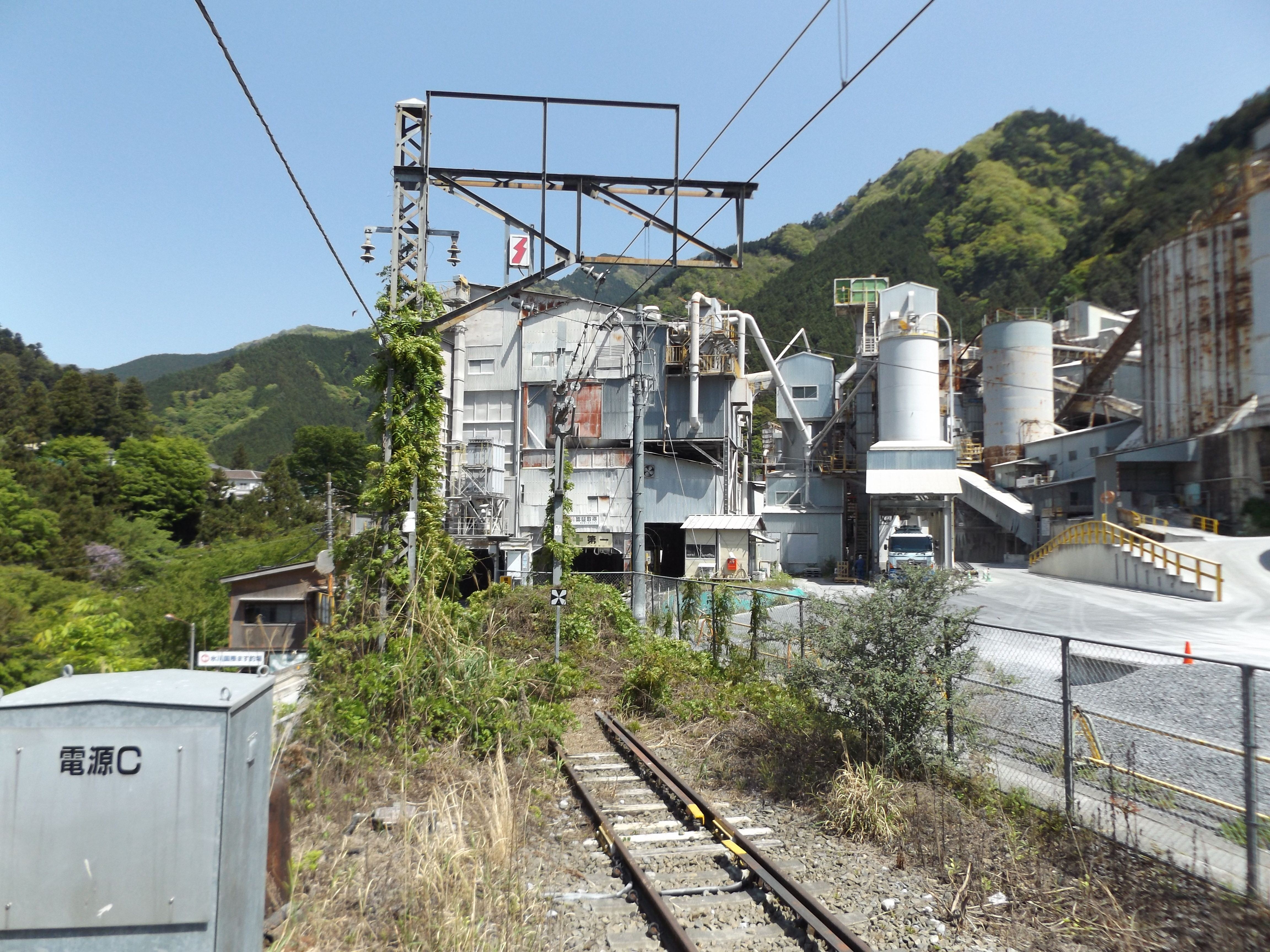
Ende von Gleis 2, im Hintergrund das Zementwerk

## Linien
| Verlauf der Ōme-Linie |
| --- |
| Tachikawa • Nishi-Tachikawa • Higashi-Nakagami • Nakagami • Akishima • Haijima • Ushihama • Fussa • Hamura • Ozaku • Kabe • Higashi-Ōme • Ōme • Miyanohira • Hinatawada • Ishigamimae • Futamatao • Ikusabata • Sawai • Mitake • Kawai • Kori • Hatonosu • Shiromaru • Oku-Tama |

## Geschichte
Die in Tachikawa beginnende Strecke der Bahngesellschaft Ōme Tetsudō reichte ab 1929 bis zum Bahnhof Mitake. Im Juni 1937 wurde die Okutama Denki Tetsudō gegründet, die eine Anschlussstrecke zu einem geplanten Zementwerk zu bauen begann. Der Materialmangel während des Pazifikkriegs zögerte die Fertigstellung jedoch um Jahre hinaus. Aufgrund des zunehmend schlechter werdenden Kriegsverlaufs betrachtete die Regierung das Projekt als strategisch besonders wichtig. Auf Grundlage einer 1941 erlassenen Verordnung verstaatlichte sie am 1. April 1944 beide Bahngesellschaften. Das Ministerium für Verkehr und Kommunikation stellte die fast vollendete Strecke fertig und nahm sie genau drei Monate später in Betrieb. Der Endbahnhof neben dem Zementwerk erhielt den Namen Hikawa (氷川).
Im November 1938 hatte der Bau des Ogōchi-Dammes begonnen, der den Okutama-See stauen sollte. Doch die Arbeiten mussten im Oktober 1943 abgebrochen werden und konnten erst fünf Jahre später wiederaufgenommen werden. Um die Baumaterialversorgung der abgelegenen Großbaustelle inmitten des Okutama-Berglandes zu erleichtern, errichtete das Wasserversorgungsamt der Präfektur Tokio die Ogōchi-Linie. Ihre Eröffnung erfolgte am 16. Dezember 1952. Diese Strecke, die an die Ōme-Linie anschloss, diente ausschließlich dem Güterverkehr. Nach rund viereinhalb Jahren endete der Betrieb am 10. Mai 1957, offiziell stillgelegt wurde die Ogōchi-Linie jedoch nie. Am 1. Februar 1971 erhielt der Bahnhof seinen heutigen Namen. Im Rahmen der Staatsbahnprivatisierung ging er am 1. April 1987 in den Besitz der neuen Gesellschaft JR East über, während JR Freight den Güterverkehr übernahm. Der letzte Güterzug verkehrte am 13. August 1998.